# TNA Unbreakable
Unbreakable a fost un eveniment pay-per-view de wrestling organizat de promoția Total Nonstop Action Wrestling pe data de 11 septembrie 2005.